# Gottlob Espenlaub

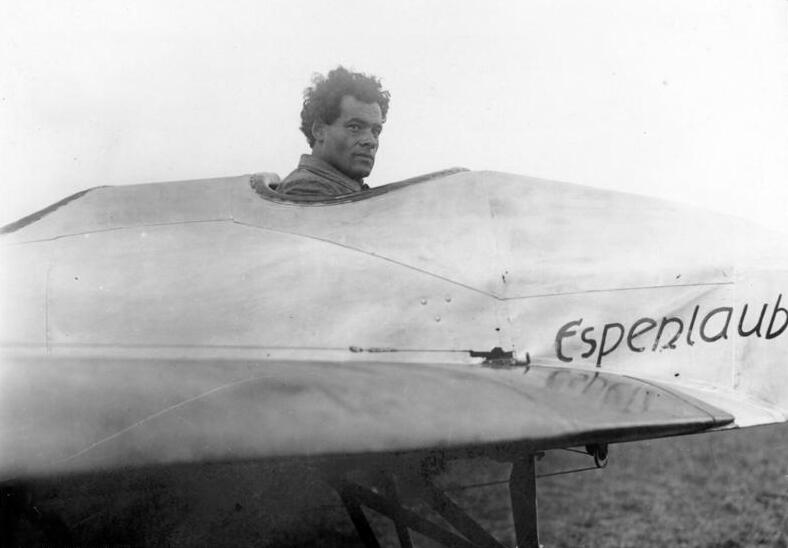
Gottlob Espenlaub im Nurflügel EF5

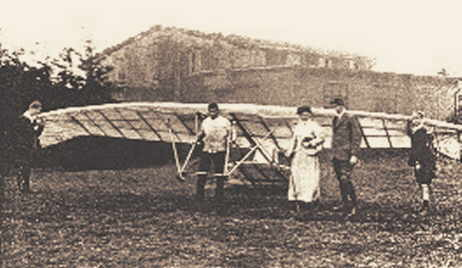
Gottlob Espenlaub

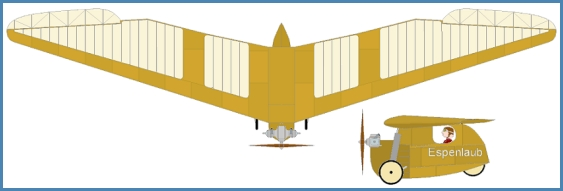
Espenlaub E15 1928

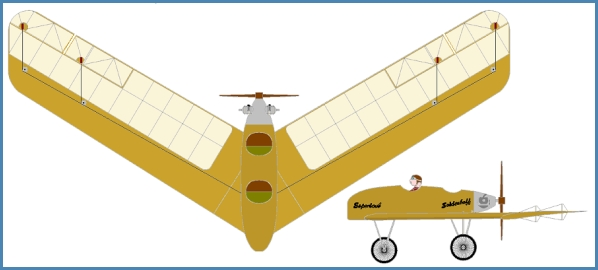
Nurflügel Espenlaub-Soldenhoff EF5 1929

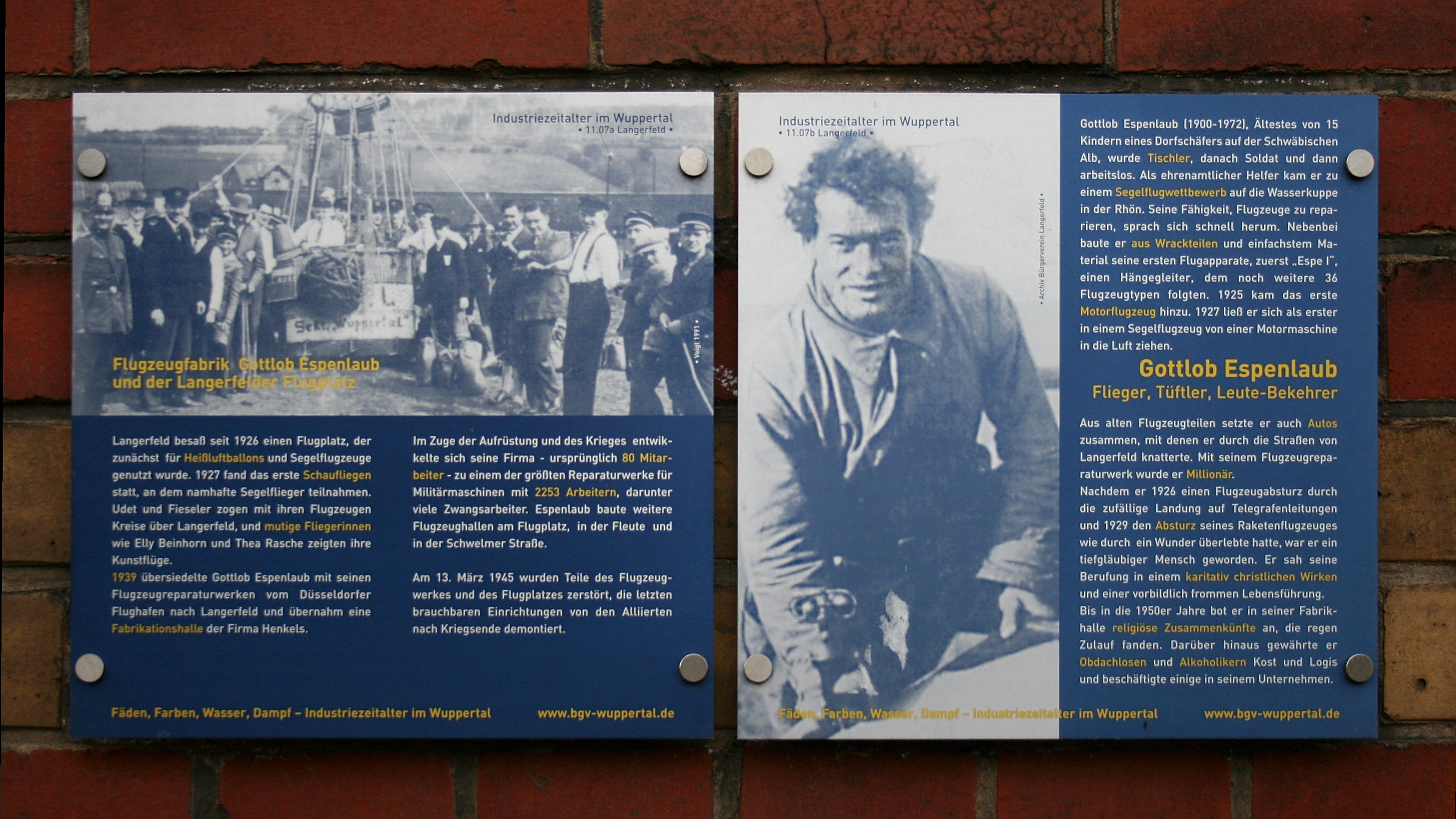
Informationstafel an den ehemaligen Flugzeugwerken

Gottlob Espenlaub (* 25. Oktober 1900 in Balzholz; † 9. Januar 1972) war ein deutscher Pilot und Flugzeugkonstrukteur.

## Leben
Er wurde als ältestes von 15 Kindern eines Dorfschäfers geboren. Nach dem Abschluss einer Tischlerlehre diente er im Ersten Weltkrieg und entdeckte 1920 seine Leidenschaft für die Fliegerei bei den jährlichen Gleit- und Segelflug-Wettbewerben auf der Wasserkuppe in der Rhön. Im Jahr 1922 baute er mit Alexander Lippisch den schwanzlosen Gleiter Espenlaub E2, der stark an einen heutigen Hängegleiter erinnert. Ab 1923 konstruierte er eigene Segelflugzeuge, daraus entstanden später die von ihm gegründeten Flugzeugwerke-Espenlaub. Im März 1927 wollte er sich als erster Mensch mit einem Segelflugzeug von einem Motorflugzeug in die Luft schleppen lassen. Der Versuch wurde aber schon beim Anschleppen von ihm abgebrochen, da es an seiner Maschine einen Seitenruderbruch gab. Er gilt auch als Pionier der Raketenflugzeuge. Auf dem Flugplatz Düsseldorf-Lohausen führte er Experimente mit Raketentreibsätzen bestückten  Normal-Segelflugzeugen  und seinem Nurflügel E15 durch. Nach einem Absturz, den er schwer verletzt überlebte, wurden die Versuche eingestellt. Es erfolgten noch weitere Versuche mit dem Nurflügel-Konstrukteur Alexander Leo Soldenhoff.
Bedingt durch diesen mit Glück überlebten Unfall wandte er sein Leben Ende der 1920er Jahre karitativen Zwecken zu. Er hielt in seinen Werkshallen religiöse Veranstaltungen ab. Obdachlose und Alkoholiker erhielten Verpflegung, Unterkunft und mitunter sogar einen Arbeitsplatz in seinem Unternehmen.
Im Jahr 1939 verlegte er sein Flugzeugwerk von Düsseldorf auf den Flugplatz Langerfeld in Wuppertal. Während des Zweiten Weltkrieges konstruierte Gottlob Espenlaub 1941 Luftabwehrdrachen besonderer Größe, die wie Fesselballons als Sperrgürtel um Industrieanlagen und Flughäfen eingesetzt wurden. Diese kamen auf verschiedenen Flugplätzen in Berlin und Wuppertal zum Einsatz.
Nach Ende des Zweiten Weltkrieges wandte sich Gottlob Espenlaub der Konstruktion von Fahrzeugen zu. 1953 berichtet eine Fachzeitschrift, dass die deutsche Firma Espenlaub den Prototyp eines Personenwagens herausgebracht hat. Es war ein viersitziges Coupé mit einer aus Schalenbauweise hergestellten Aluminiumkarosse. Das Fahrzeug hatte Frontantrieb, sein 1000-cm³-Motor leistete 40 PS. Man hoffte, 30 Fahrzeuge im Monat zum Preis von je 8000 DM anbieten zu können.
Gottlob Espenlaub bewohnte auch die Villa Fischer im Wuppertaler Stadtteil Barmen; in den 1940er-Jahren bis in die Gegenwart war und ist sie daher auch als „Villa Espenlaub“ bekannt.
Gottlob Espenlaub starb 1972 nach einem langen Herzleiden, sein Grab befindet sich auf dem Unterbarmer Friedhof.